# Tell Ain Dara

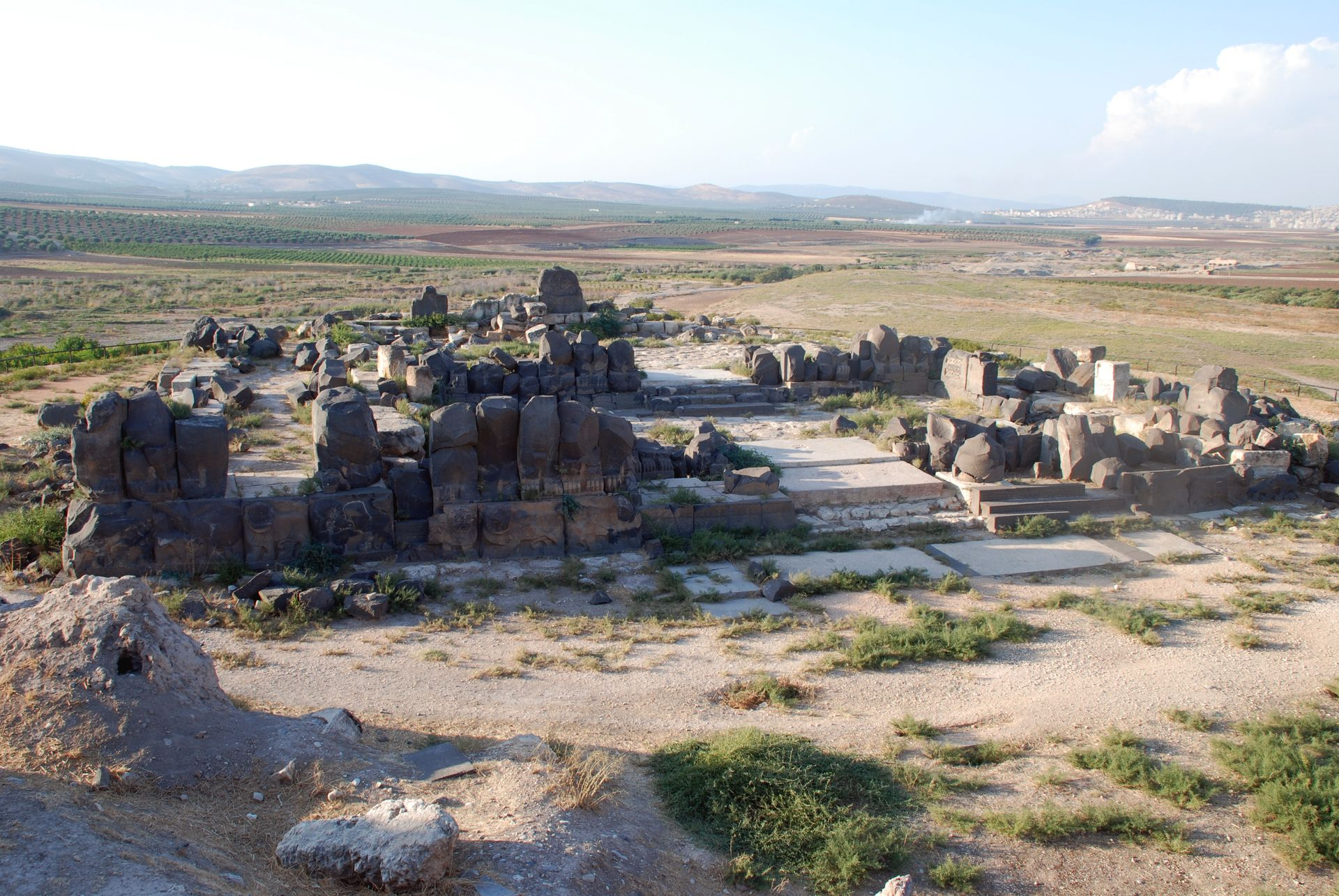
Eingangsseite des Tempels von Südosten mit äußerem Wandelgang und der Haupthalle des Kernbaus ab den hinteren Treppenstufen

Tell Ain Dara (arabisch تل عين دارة, DMG Tall ʿAyn Dāra) ist ein Siedlungshügel einer antiken Residenzstadt im Nordwesten Syriens, auf dem die Reste eines Tempels aus der späthethitischen Zeit freigelegt wurden, dessen Bauphasen in das 13. bis 8. Jahrhundert v. Chr. datiert werden. Die Bedeutung des der Göttin Ištar geweihten Tempels ergibt sich durch die in einem eigenen Stil gestaltete Bauplastik aus schwarzem Basalt. Ein großer Teil der Ruinenstätte wurde 2018 während des Syrischen Bürgerkriegs zerstört.

## Lage

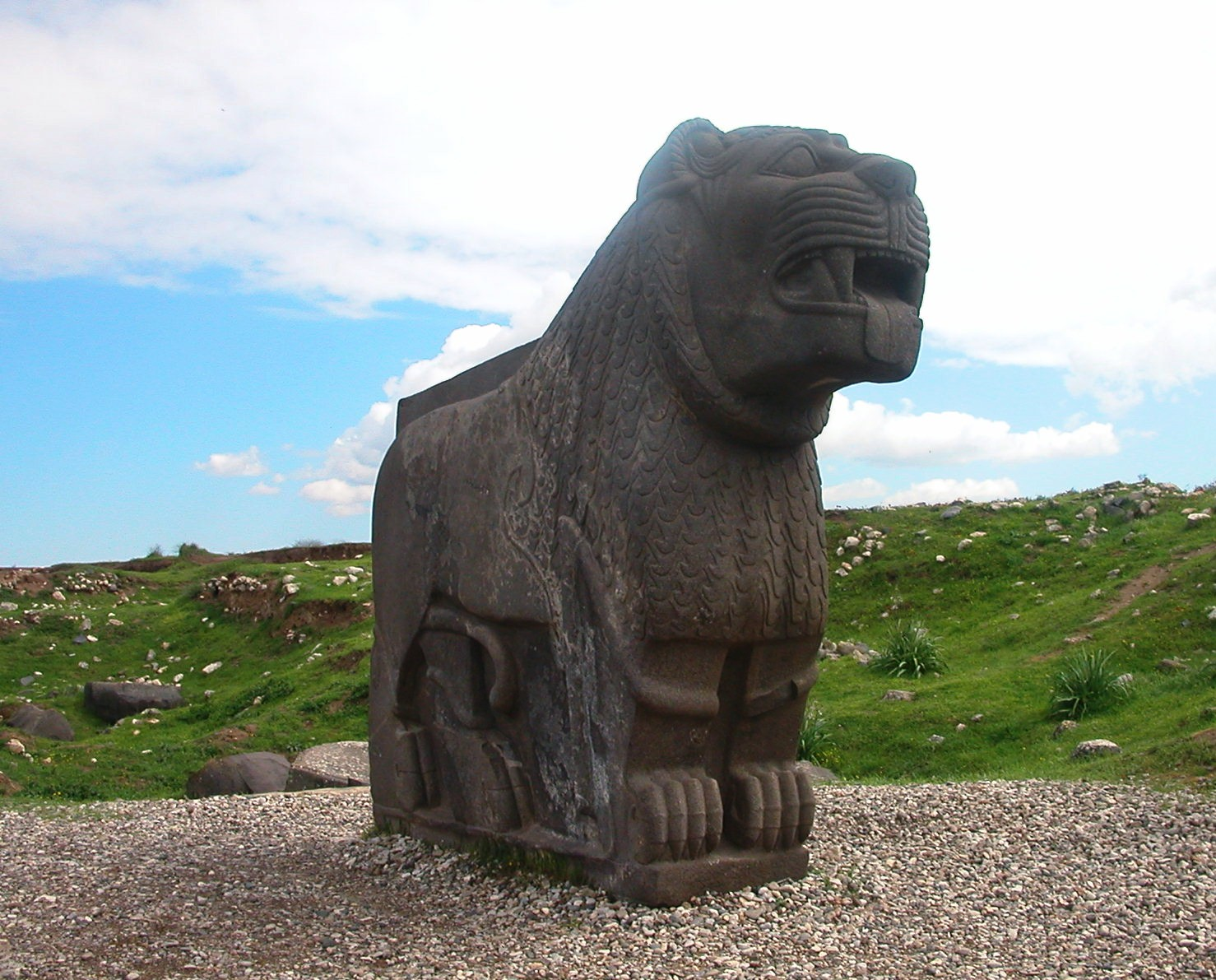
In den 1990er Jahren aufgestellter Löwe am südlichen Teil des Hügels, wohin heute der Zugang führt

Tell Ain Dara liegt nordwestlich von Aleppo in der fruchtbaren Talebene des Afrin. Eine Straße führt von Aleppo über die Kleinstadt Dar Taizzah am Simeonskloster vorbei nach Norden durch das Tal. Vier Kilometer nach Basuta zweigt im Dorf Ain Dara eine zwei Kilometer lange Zufahrtsstraße nach Westen zum Hügel ab. Geradeaus bis zur Stadt Afrin sind es acht Kilometer. Dieser Teil des Afrin-Tals ist die einzige Ackerebene innerhalb des nordsyrischen Kalksteinmassivs, auf der während der Bronzezeit Regenfeldbau betrieben wurde. Die ovale Hügelkuppe erhebt sich 20 Meter aus der Ebene.

## Forschungsgeschichte
Ein Hirte entdeckte 1954 in einem Fuchsbau auf dem Hügel von 'Ain Dara einen Basaltlöwen und 1956 wurde diese Statue von Archäologinnen begutachtet. Eine anfangs syrisch-französische und später nur noch syrische Expedition begann in den 1960ern den Tempel und seine unmittelbare Umgebung zu untersuchen. Diese Expedition dauerte, mit einigen Pausen, bis in die 80er Jahre an, und dokumentierte den kompletten Tempel. Von 1981 bis 1984 wurde eine Begehung und eine kleine Ausgrabung in der Unterstadt von einem syrisch-amerikanischen Team durchgeführt, das auch für die Unterstadt eine Chronologie etablieren konnte.
In den 1990ern wurde der Tempel von 'Ain Dara eine beliebte Touristenattraktion. Der Tempel wurde im Syrischen Bürgerkrieg am 26. Januar 2018 zum Ziel türkischer Luftangriffe während der Türkische Militäroffensive auf Afrin. 60 Prozent der Anlage wurden dabei nach Einschätzungen der Syrischen Beobachtungsstelle für Menschenrechte zerstört. Auch nach Angaben eines Beobachters und der syrischen Regierung wurde durch das türkische Bombardement die Anlage schwer beschädigt.

## Geschichte
Ende des 13. Jahrhunderts v. Chr. brach das Großreich der Hethiter zusammen. Mit den großen politischen Umwälzung dieser Zeit werden die Zerstörungsschichten der bronzezeitlichen Stadtstaaten Ugarit und Alalach, die innerhalb des hethitischen Einflussbereichs lagen, erklärt. Zu den späthethitischen Kleinstaaten, die sich in der Folgezeit bildeten und deren Ruinen in Nordsyrien und Anatolien lokalisiert werden konnten, gehören Samʼal, Karkemiš, Karatepe und Ain Dara. Bei den drei genannten Machtzentren waren die Paläste mit Reliefs und Skulpturen ausgestattet, bei Ain Dara war dagegen der Tempel besonders aufwendig gestaltet.
Im 9. Jahrhundert lag Ain Dara innerhalb des aramäischen Kleinreiches Bet Agusi (assyrisch: Unqi), dessen Hauptort Kinalua (Kunalua) mit Tell Ta'yinat am Orontes (nahe Antiochia) in Verbindung gebracht wird. Mit dem Vordringen des Neuassyrischen Reiches nach Westen wurde der Tempel zerstört. Der Assyrerkönig Salmanassar III. (reg. 858–824) eroberte laut einer Inschrift die befestigte Stadt Mu-ú-ru und baute sie zu einer Festung aus. Der Ort wird mit Ain Dara aufgrund der Lage, von Grabungsfunden und dem Namen Dārā lokalisiert, der eine semitische Form des hurritischen Ortsnamens Mudra/u sein könnte.

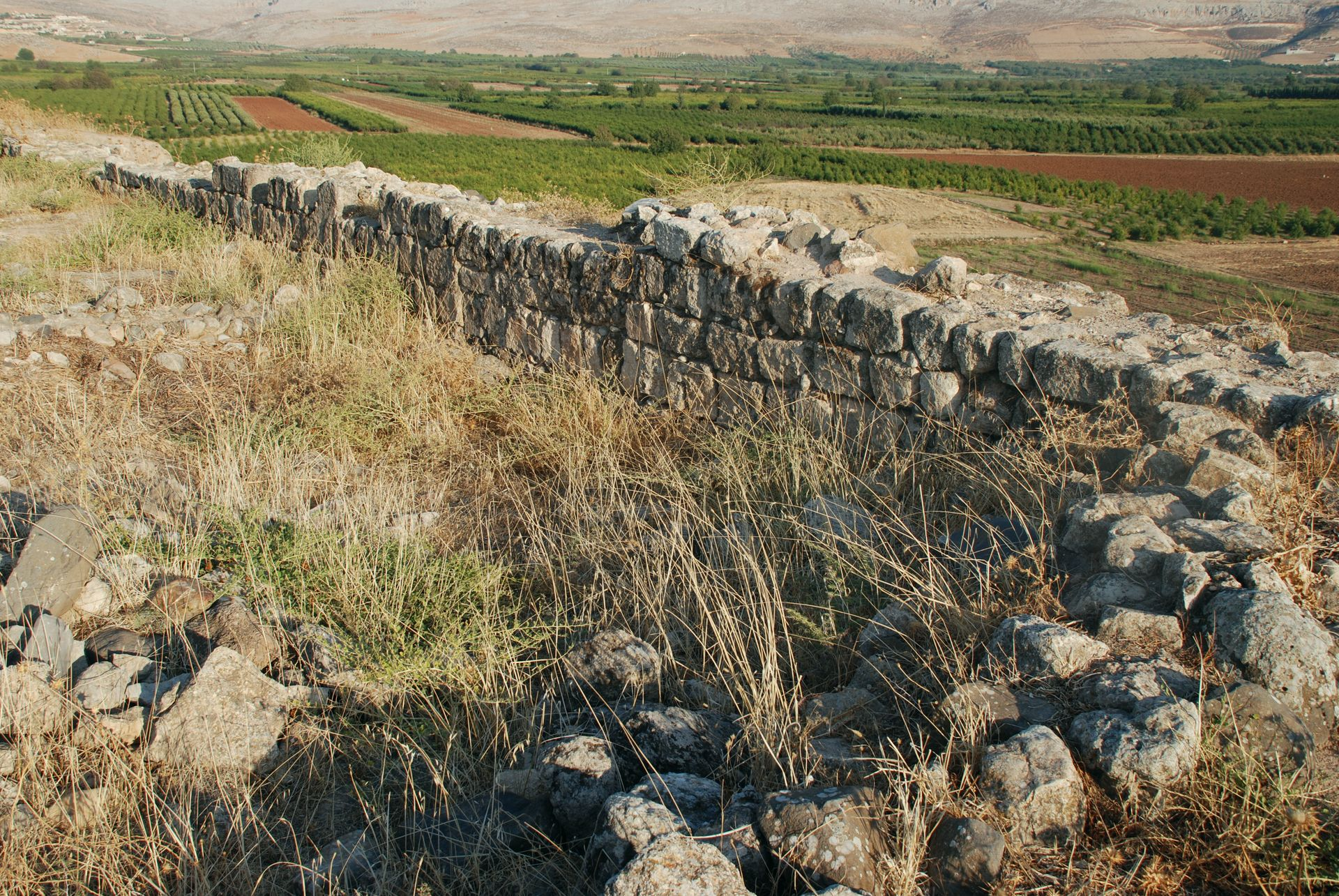
Stadtmauer aus hellenistischer Zeit am Südrand des Hügels

Die auf einem älteren Siedlungshügel in frühhellenistischer Zeit im 3. und 2. Jahrhundert v. Chr. neu gegründete Kleinstadt Gindaros wird nach Auswertung antiker Quellen drei verschiedenen Orten im Afrin-Tal zugeordnet: dem heutigen Djinderis, der römischen Stadtanlage Kyrrhos oder möglicherweise Ain Dara. Jedenfalls enthielt eine Schicht von Ain Dara Reste aus seleukidischer bis hellenistischer Zeit (Ende 4. bis 1. Jahrhundert v. Chr.). In dieser Zeit war die Stadt von einer zwei Meter hohen Befestigungsmauer umgeben. Aus römischer Zeit sind keine Fundstücke aufgetaucht.
Die darüber liegende, einen Meter dicke Erdschicht lässt den Schluss zu, dass Ain Dara bis zur islamischen Zeit unbesiedelt war. Einige Kleinfunde folgen ab dem 7. Jahrhundert, bis in die osmanische Zeit im 16. Jahrhundert war der Ort ununterbrochen besiedelt. Eine breitere Schicht aus dem 9. bis 12. Jahrhundert beinhaltete Münzen, Hausrat und landwirtschaftliches Gerät. Abgesehen vom freigelegten Tempel sind wenige antike Reste weiterer Gebäude auf dem Siedlungshügel und der in der aramäischen Zeit umwallten Unterstadt in der Ebene im Osten erhalten.

## Tempel
Assaf gliederte die Entwicklung des Tempels in drei Bauphasen. Der älteste, hypothetische Tempel aus dem Ende der Bronzezeit entsprach in seiner Anlage dem folgenden. Es war ein Anten-Tempel auf einer Kalksteinplattform mit zwei Säulen am Eingang, einem querrechteckigen Vorraum, von dem drei Stufen zur Haupthalle führten und einer nochmals durch ein Podium erhöhten Cella. In der zweiten Bauphase wurden dekorative Elemente aus Basalt eingeführt, dazu gehören die monumentalen figürlichen Stelen und an der Sockelzone vorgestellte Reliefplatten. Es ergab sich ein Materialkontrast zwischen dem hellen Kalkstein der statischen Elemente und den dunklen, vorgesetzten Blendverzierungen aus Basalt. In der dritten Phase, der frühen Eisenzeit, kamen ein säulengestützter Wandelgang auf drei Seiten hinzu, Löwen- und Sphinx-Orthostaten und Protomen-Dekorationen außen herum.

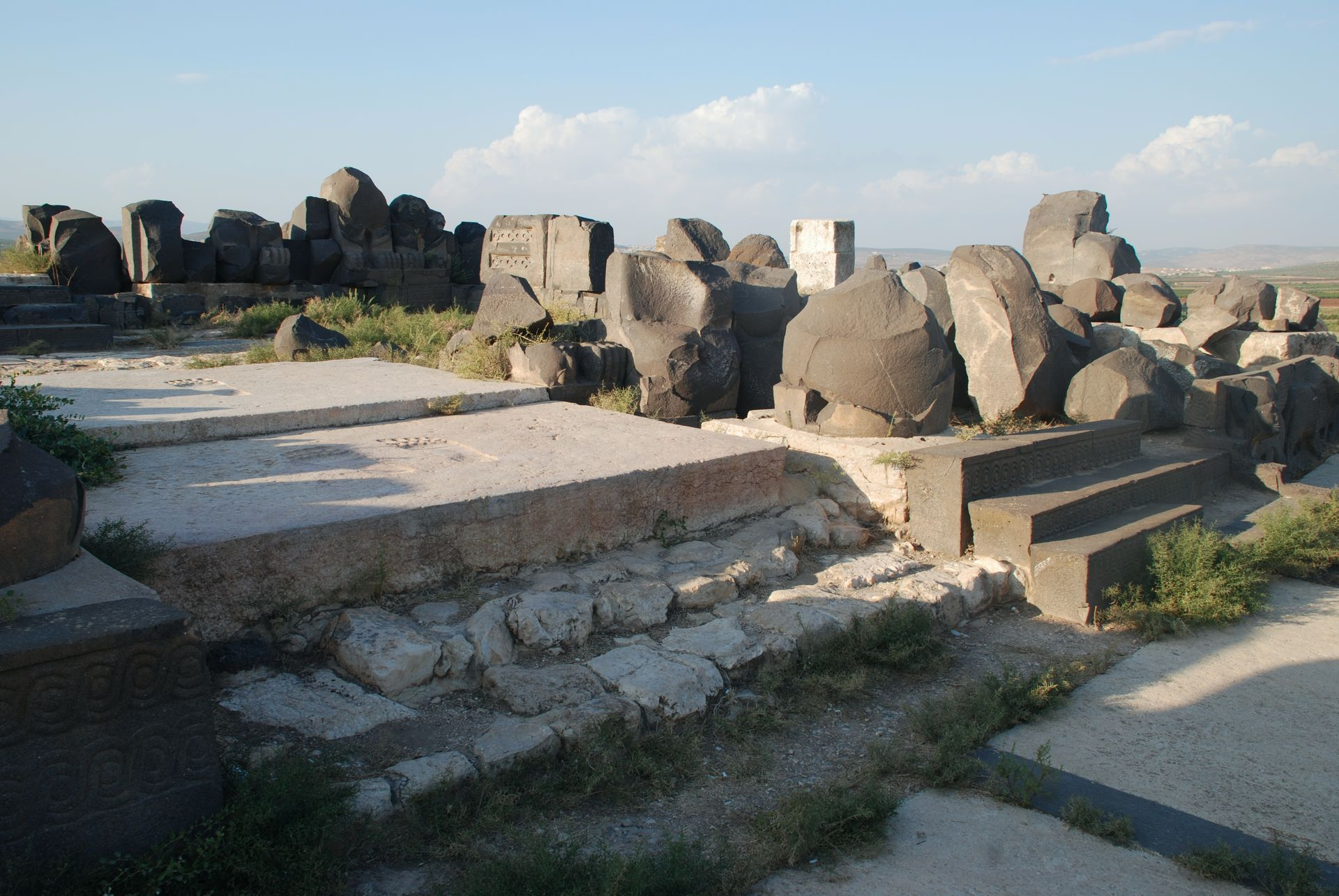
Treppenstufen am Portikus

Der Tempel steht mit seiner Dreigliederung in der Tradition der in Syrien im 3. Jahrtausend v. Chr. entwickelten Langhaustempel. Die Gliederung des Tempels entspricht dem hethitischen Haustyp des Bit Hilani mit einer hier quadratischen, 16,7 × 16,8 Meter großen Cella. Der Tempel stand auf einer künstlichen, mit Sphingen- und Löwen-Reliefs verkleideten Terrasse von 32 × 38 Metern. Eine 11 Meter breite Freitreppe führte zum äußeren Hof, dieser bis zu den Eingangsstufen an einem von Säulen getragenen Portikus. In die beiden Stufen sind drei, etwa einen Meter lange Fußspuren eingetieft, als Zeichen für den Zug der Göttin Ištar in den Tempel und ihre Anwesenheit darin. Solche Fußabdrücke sind vom Indischen Subkontinent bekannt, aber im Nahen Osten äußerst selten. Seitlich der Treppe grüßten zwei Sphingen die Gläubigen. Nach dem Vorraum flankierten zwei kolossale Basaltlöwen den Eingang zur Haupthalle. Wie die Fußstapfen war auch die dargestellte Gottheit in der Cella überlebensgroß. Um die Cella führte im Sockelbereich ein Reliefband, das auf 58 Zentimetern Höhe Berggötter, Mensch-Tier-Mischwesen und Würdenträger zeigte, die alle ihre Hände zur Verehrung erheben. Sie sehen aus wie Atlanten, die nichts zu tragen haben. Nach dieser Vorstellung übernahmen sie die Aufgabe, die Cella als den Ort, an dem sich die Götter manifestieren, über den irdischen Bereich in den Himmel und Wohnsitz der Götter emporzuheben.
Unter Berggott wird hier keine Gottheit verstanden, die auf einem Berg thront, sondern ein heiliger, verehrter Berg. Der Berg wurde als menschliche Figur dargestellt, die bis zur Hüfte mit einem Schuppenrock bekleidet ist und deren Füße zu sehen sind. Am Sockelbereich treten diese Figuren in der Mitte einer Dreiergruppe auf. Auf dem Kopf tragen sie eine konische Mütze mit drei bis fünf Hörnerpaaren.
Der Tempel war wohl Ištar als der Geliebten des nordsyrischen Berggottes geweiht. Es wurde nur eine Darstellung entdeckt, die die Göttin selbst zeigt (Relief der „kriegerischen Ištar“), dafür sind ihre Attribute Sphinx und Löwe zahlreich vorhanden, die des Berggottes, Stiermenschen und adlerköpfige Menschen, ebenfalls. Die am besten erhaltenen Reliefs befinden sich heute im Nationalmuseum Aleppo. Die monumentalen Basaltskulpturen vor Ort sind durch witterungsbedingte, großflächige Abplatzungen stark beschädigt.

### Datierung der Bildnisse
Die Tempelanlage setzte hethitische Bautraditionen fort, besonders in der Gestaltung des Zugangs mit flankierenden Tierfiguren und Tordurchgängen. Dagegen bot die an diesem Ort eigenwillige und von den Nachfolgestaaten des hethitischen Reiches abweichende Formgebung der Bildwerke Anlass zu Spekulationen über ihre Entstehungszeit.

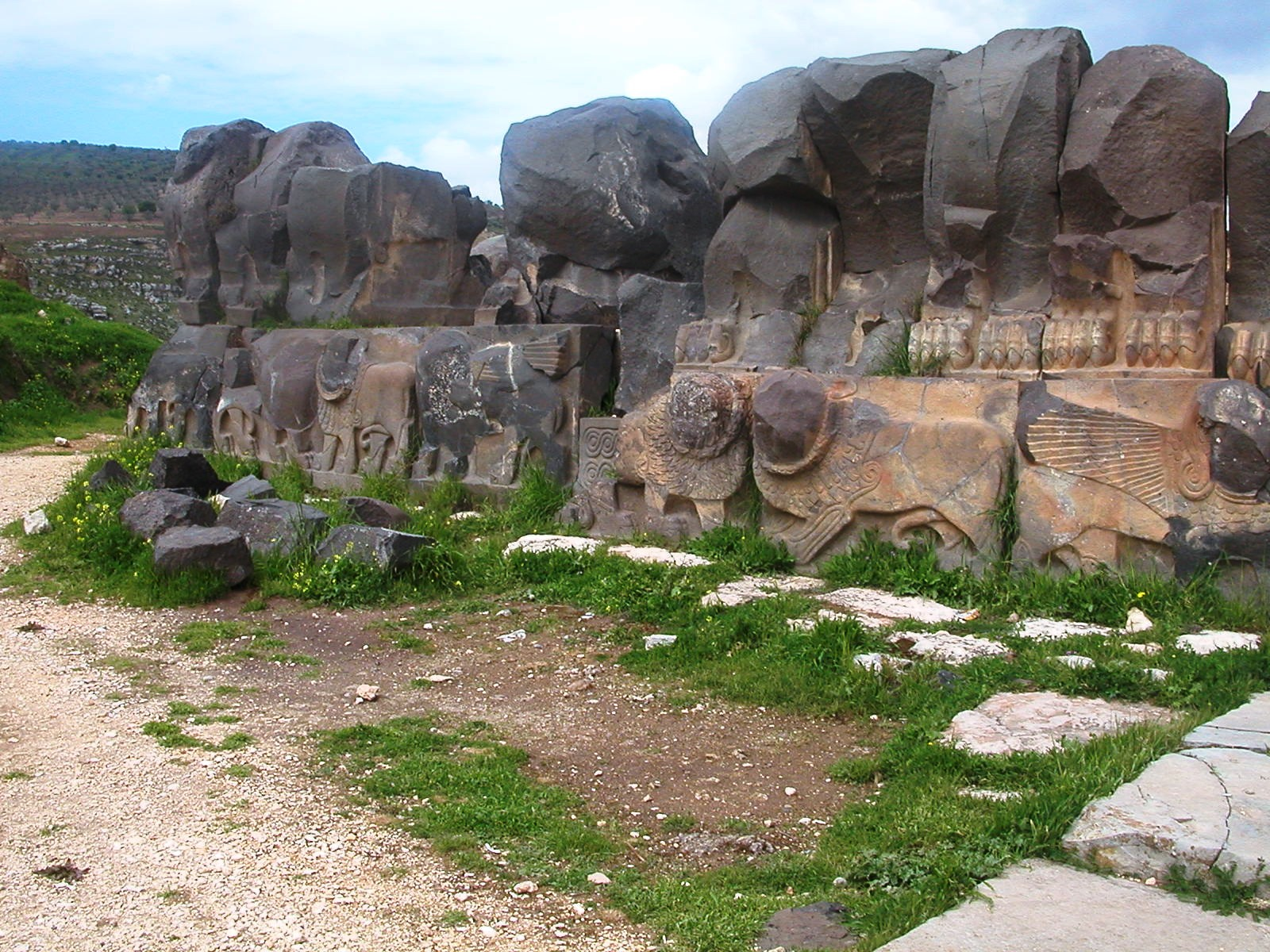
Basaltlöwen und -sphingen an der äußeren Sockelzone. Nordostseite

Ali Abou Assaf gliedert das Baudekor in drei Stilabschnitte: einige Reliefs an der Sockelzone der Cella auf 1300 bis 1000 v. Chr., die Protomen und Reliefs der Eingangsfassade und an der Cella auf 1000 bis 900, und weitere Protomen, Stelen und Relieffragmente zwischen 900 und 700 v. Chr. Das Ištar-Relief datiert er in das 8. Jahrhundert. Für Winfried Orthmann sind dagegen keine größeren Stilunterschiede erkennbar, weshalb er sämtliche Bauplastik in die Zeit zwischen 1200 und 1000 v. Chr. datiert. Damit würde ein Traditionszusammenhang hergestellt mit den etwas jüngeren, in der Zitadelle von Aleppo ausgegrabenen Reliefs vom Tempel des Wettergottes (Haddu, Teššub, Tarhunza), die aus dem Ende des 10. oder dem Anfang des 9. Jahrhunderts stammen. Die Protomen an der Eingangsfront des Kernbaus stammen wohl aus der ältesten Bauphase, die Reliefs am Wandelgang dürften im 11. Jahrhundert entstanden sein, die Löwen und Sphingen vor dem Eingang, die mit kantigen, leistenartigen Lippen am meisten von hethitischen Vorbildern abweichen, dürften etwas jünger sein. In das 11. Jahrhundert wird auch der etwas oberhalb am Weg zum Tempel aufgestellte einzelne Löwe datiert.

### Bedeutungsvergleiche
Die Dreiteilung in Aufgang, Vorraum und Cella entspricht dem älteren Tempel 2048 im palästinensischen Megiddo. An den Orthostaten am Eingang zum Tempel und zur Cella zeigt sich der großhethitische Stil der zentralanatolischen Zentren Ḫattuša und Alaca Höyük. In ihrer Wirkung auf den Betrachter stellten die Skulpturen die architektonische Anlage des Tempels in den Hintergrund. Der Tempel in Ain Dara vermittelt auch einen Eindruck vom bronzezeitlichen Tempel in Hazor, der im 13. Jahrhundert zerstört wurde und dessen Orthostaten schlechter erhalten sind.
Als in diesem Zusammenhang ungewöhnliches Architekturmerkmal erhielt der Wandelgang Aufmerksamkeit. Er lässt sich mit dem Umgang des in der Bibel beschriebenen salomonischen Tempels in Jerusalem vergleichen. Die Cella dieses Ersten Tempels, der im 10. Jahrhundert v. Chr. gebaut wurde, war mit 11 × 11 Meter ebenfalls quadratisch. Der Bauplan als Antentempel mit Doppelsäulen am Eingang ist entsprechend. Sein Umgang wird als dreistöckig rekonstruiert und soll konstruktiv nicht mit dem Kernbau verbunden gewesen sein. In Ain Dara war das Fundament des Wandelgangs ebenfalls nicht mit dem Kernbau verbunden, über die Anzahl der Stockwerke werden hier keine Angaben gemacht. Bei beiden Tempeln muss das Umschreiten des Tempels Bestandteil des Kultes gewesen sein. Vor der Entdeckung von Ain Dara wurde der zwischen 1935 und 1938 ausgegrabene Tempel vom Tell Ta'yinat bereits wegen seiner Ähnlichkeit mit dem salomonischen Tempel gewürdigt. Der dortige Tempel (Gebäude 2) war jedoch kleiner und ist zeitlich weiter entfernt, er wird in das 8. Jahrhundert datiert.